# Kavallári
Kavallári (Kavalári) är en ort i Grekland.   Den ligger i prefekturen Nomós Thessaloníkis och regionen Mellersta Makedonien, i den norra delen av landet, 300 km norr om huvudstaden Aten. Kavallári ligger 84 meter över havet och antalet invånare är 2 025.
Terrängen runt Kavallári är kuperad söderut, men norrut är den platt. Runt Kavallári är det ganska tätbefolkat, med 104 invånare per kvadratkilometer. Närmaste större samhälle är Thessaloníki, 12,5 km sydväst om Kavallári. == Kommentarer ==
1. ↑  Framräknat ur höjduppgifter (DEM 3") från Viewfinder Panoramas.[2] Mer om algoritmen finns här: Användare:Lsjbot/Algoritmer.
2. ↑  Framräknat ur variansen i alla höjduppgifter (DEM 3") från Viewfinder Panoramas, inom 10 km radie.[2] Mer om algoritmen finns här: Användare:Lsjbot/Algoritmer.